# العقم البوقي
العقم البوقي هو العقم عند المرأة وقد يحدث نتيجة للأمراض، وجود عائق، التلف، الندبات، التشوهات الخلقية أو نتيجة لعوامل أخرى تعيق نزول البويضة المخصبة أو غير المخصبة داخل الرحم عبر قنوات فالوب وتمنع الحمل الطبيعي أو الولادة المكتملة النمو. تسبب عوامل العقم البوقي 25-30% من حالات العقم. العامل البوقي هو أحد مضاعفات الإصابة بمرض الكلاميديا عند النساء.
أمراض الكلاميديا المنقولة جنسياً والميكوبلازما التناسلية هي مسببات العقم ونتائج الحمل السلبي والتي يمكن الوقاية منها. عند تطور هذه الأمراض، تُسبب العقم البوقي. قد يكون للعقم أسبابًا متعددة محتملة وقد لا يتم التعرف عليه لسنوات بعد الإصابة بمرض السيلان أو الكلاميديا أو الميكوبلازما والتي قد تسبب تلف البوق، حيث أن المرأة المصابة ربما لم تحاول الحمل إلا بعد سنوات.

## العلامات والأعراض
العقم هو العرض الرئيسي للعقم البوقي ويُعَرف بصفة عامة هو أن تصبح امرأة تحت سن الـ35 غير حامل بعد 12 شهر دون أن تستخدم حبوب منع الحمل. 12 شهراً هو أقل مجال مرجعي لحدوث الحمل والذي حددته منظمة الصحة العالمية. قد يحدث العقم البوقي عندما تكون عدم القدرة على الحمل مصحوبة بعلامات وأعراض مرض التهاب الحوض مثل الألم البطني. وقد يحدث العقم البوقي نتيجة وجود تاريخ من مرض الإصابة بالتهاب الحوض، آثار جروح المنظار والتشخيص بالالتهاب البوقي.

## أسباب
قد يحدث العقم البوقي نتيجة تشخيص مرض الكلاميديا وإجراء اختبارات الأجسام المضادة لمرض الكلاميديا باستخدام أداة تشخيص واحدة. قد يكون هناك رابط بين الإصابة بجرثومة الميكوبلازما وبين العقم البوقي. قد تواجه النساء صعوبة في الحمل أو ولادة طفل مكتمل النمو نتيجة لتراكم الندوب في قناتي فالوب التي تسبب التلف للأهداب في الخلايا الظهارية. قد يحدث العقم البوقي نتيجة الانتباذ الباطني الرحمي.